# Topomyia nepenthicola
Topomyia nepenthicola is een muggensoort uit de familie van de steekmuggen (Culicidae). De wetenschappelijke naam van de soort is voor het eerst geldig gepubliceerd in 2007 door Miyagi & Toma.